# 南辛店乡 (邱县)
南辛店乡，是中华人民共和国河北省邯郸市邱县下辖的一个乡镇级行政单位。

## 行政区划
南辛店乡下辖以下地区：
南辛店村、白六寨村、南仁义庄村、东目寨村、西候仲村、西倪宋村、后大河套村、东候仲村、高庄村、司家寨村、西潘官寨村、霍家庄村、西仁义庄村、八郎寨村、西目寨村、后大槐树村、后王庄村、前大槐树村、东倪宋村、林子村、刘保庄村、东潘官寨村、东仁义庄村、黄河套村、东布寨村和前大河套村。